# Anders Wollin

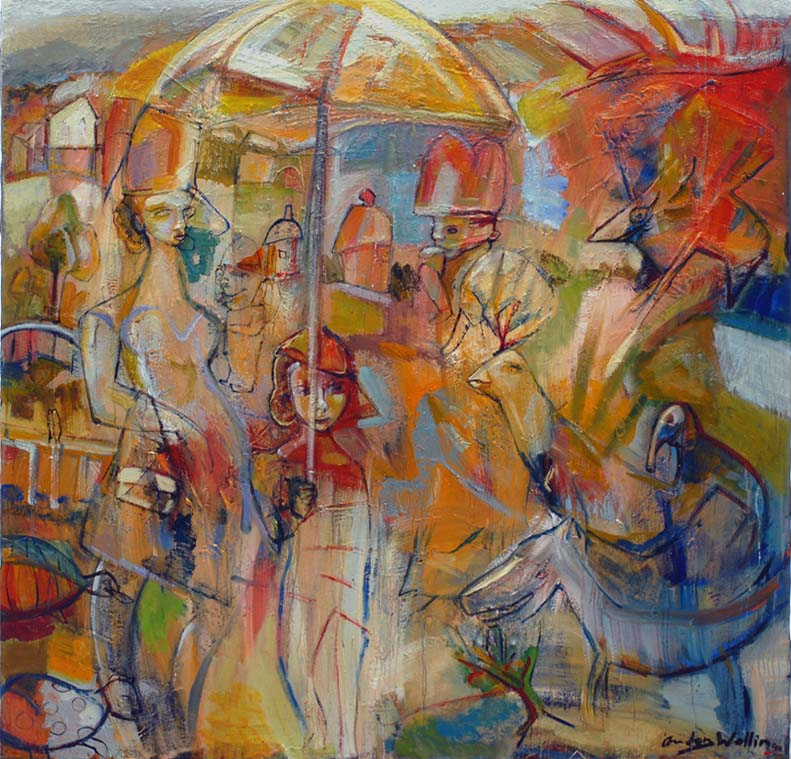
Dottern och paraplyet 145 X 145 cm, oljemålning. Verket hänger i Tölö Smedja Äldreboende.

Anders Wollin, född 1973 i Göteborg, är en svensk målare, grafiker och tecknare.
Wollin studerade vid Fria målarskolan i Halmstad 1992-1995 och målar i expressionistisk stil. Efter studierna började Wollin sin bana som konstnär på heltid.
Wollins måleri har omtalas ibland för sin likhet med Bengt Lindström för det gemensamt slagfärdiga bruket av oljefärgerna i stora och starka uttryck. Wollins måleri rör sig mellan landskap, ansikten och porträtt, samt ofta stora figurativa bilder.
Anders Wollin har haft rikligt med utställningar, särskilt i södra Sverige men också i Sundsvall och Stockholm, liksom i Paris, Los Angeles, och i Nederländerna.